# Сико I (Беневенто)
Сико I (на латински: Sico; ок. 758 – 832) е лангобардски принц на Беневенто от 817 до 832 г.

## Биография
Първо е гасталд на Ачеренца. След убийството на Гримоалд IV той става принц на Беневенто и плаща трибут на император Лудвиг Благочестиви.
През 831 г. Сико обсажда град Неапол, но не успява да го превземе. Той взима мощите на покровителя на града Свети Януарий, който е родом от Беневенто.
След него принц става синът му Сикард. Неговата дъщеря Ита (или Итана) се омъжва за Видо I (Гвидо I), херцог на Сполето. Баща е и на Сиконулф (първият принц на Салерно 849 – 851 г.).